# يوجين بيرس غيليسبي
يوجين بيرس غيليسبي (بالإنجليزية: Eugene Pierce Gillespie)‏ هو محامي وسياسي أمريكي، ولد في 24 سبتمبر 1852 في الولايات المتحدة، وتوفي بنفس المكان في 16 ديسمبر 1899. حزبياً، نشط في الحزب الديمقراطي. وقد انتخب عضو مجلس النواب الأمريكي.